# Epigeneium treacherianum
Epigeneium treacherianum là một loài thực vật có hoa trong họ Lan. Loài này được (Rchb.f. ex Hook.f.) Summerh. mô tả khoa học đầu tiên năm 1957.